# Comté d'Eureka
Pour les articles homonymes, voir Eurêka (homonymie).
Le comté d'Eureka, en anglais : Eureka County, est un comté situé dans l'État du Nevada. Son siège est la ville d'Eureka. Selon le recensement des États-Unis de 2020, sa population est de 1 855 habitants. 

## Géographie
La superficie du comté est de 10 826 km2, dont 10 815 km2 est de terre. 

### Comtés adjacents
|                 |                | Comté d'Elko        |
| Comté de Lander | comté d'Eureka | Comté de White Pine |
|                 | Comté de Nye   |                     |

## Démographie
Lors du recensement de 2010, le comté comptait une population de 1 987 habitants. Elle est estimée, en 2017, à 1 961 habitants.

Pyramide des âges du comté d'Eureka (2000).

| Groupe                           | Comté d'Eureka | Nevada | États-Unis |
| -------------------------------- | -------------- | ------ | ---------- |
| Blancs                           | 89,3           | 66,2   | 72,4       |
| Autres                           | 5,1            | 12,6   | 6,4        |
| Amérindiens                      | 2,4            | 1,2    | 0,9        |
| Métis                            | 2,2            | 4,7    | 2,9        |
| Asiatiques                       | 0,9            | 7,2    | 4,8        |
| Noirs                            | 0,1            | 8,1    | 12,6       |
| Total                            | 100            | 100    | 100        |
| Hispaniques et Latino-Américains | 12,0           | 26,5   | 16,7       |

Selon l'American Community Survey, en 2010, 97,38 % de la population âgée de plus de 5 ans déclare parler l'anglais à la maison, 1,44 % l'espagnol, 0,69 % le tagalog et 0,49 % une autre langue.